# Комсомольский (Екатеринбург)
Комсомо́льский (ЖБИ) — жилой район в Кировском административном районе Екатеринбурга.
Район расположен в восточной части Екатеринбурга. Застраивается с середины 1950-х годов как нежилыми, так и жилыми типовыми домами, преимущественно 9-ти и 16-ти этажными. Жилой фонд составляет более 1,14 млн м² и растёт. Население — около 63 500 человек (2015). Протяжённость улично-дорожной сети — 11,2 км.

## История
На месте района до середины 1950-х находился Чистовский торфяник с торфопредприятием. В 1952—1957 годах был построен завод ЖБИ, запущен автобусный маршрут № 27. Появились улицы 40-летия Комсомола и Бетонщиков с жилыми домами. В западной части района в 1950—1960-е годы возникли коллективные сады.
Близость каменных палаток, зоны отдыха озера Шарташ повлияли на формирование здесь сети культурно-просветительских, спортивных объектов. В 1978—1980 годах между Сиреневым бульваром и Панельной улицей построен ряд 9-этажных домой 468-й серии. В 1981—1988 годах 9-16-этажными домами улучшенной планировки (141 серия) была застроена остальная часть района. Появились объекты социальной сферы.
15 октября 1983 года была запущена линия трамвая.

## Электронные ресурсы
- Петкевич Т. А. Комсомольский // Энциклопедия Екатеринбурга [Электрон. ресурс] : электронная энциклопедия. — Электрон. дан. и прогр. — Екатеринбург. : ИИиА УрО РАН, год не указан. — 1 электрон. опт. диск (CD-ROM)